# Paul Gonzales
Paul Garza Gonzales (East Los Angeles, 18 de abril de 1964) é um ex-pugilista norte-americano que conquistou a medalha de ouro na categoria peso mosca-ligeiro nos Jogos Olímpicos de Verão de 1984, realizados em Los Angeles. Na mesma edição, foi agraciado com o Troféu Val Barker, concedido ao boxeador mais técnico da competição.
Gonzales iniciou sua carreira profissional em 1985 e, em seu terceiro combate, conquistou o título da NABF na categoria peso mosca ao derrotar Alonzo Strongbow Gonzalez. Defendeu o título uma vez, vencendo Orlando Canizales por decisão unânime em 1986. Em 1990, enfrentou novamente Canizales, desta vez pelo cinturão dos pesos galo da IBF, sendo derrotado por nocaute técnico no segundo round devido a cortes. Após duas derrotas subsequentes, aposentou-se em 1991 com um cartel de 16 vitórias e 4 derrotas.